# The Twilight Zone Tower of Terror

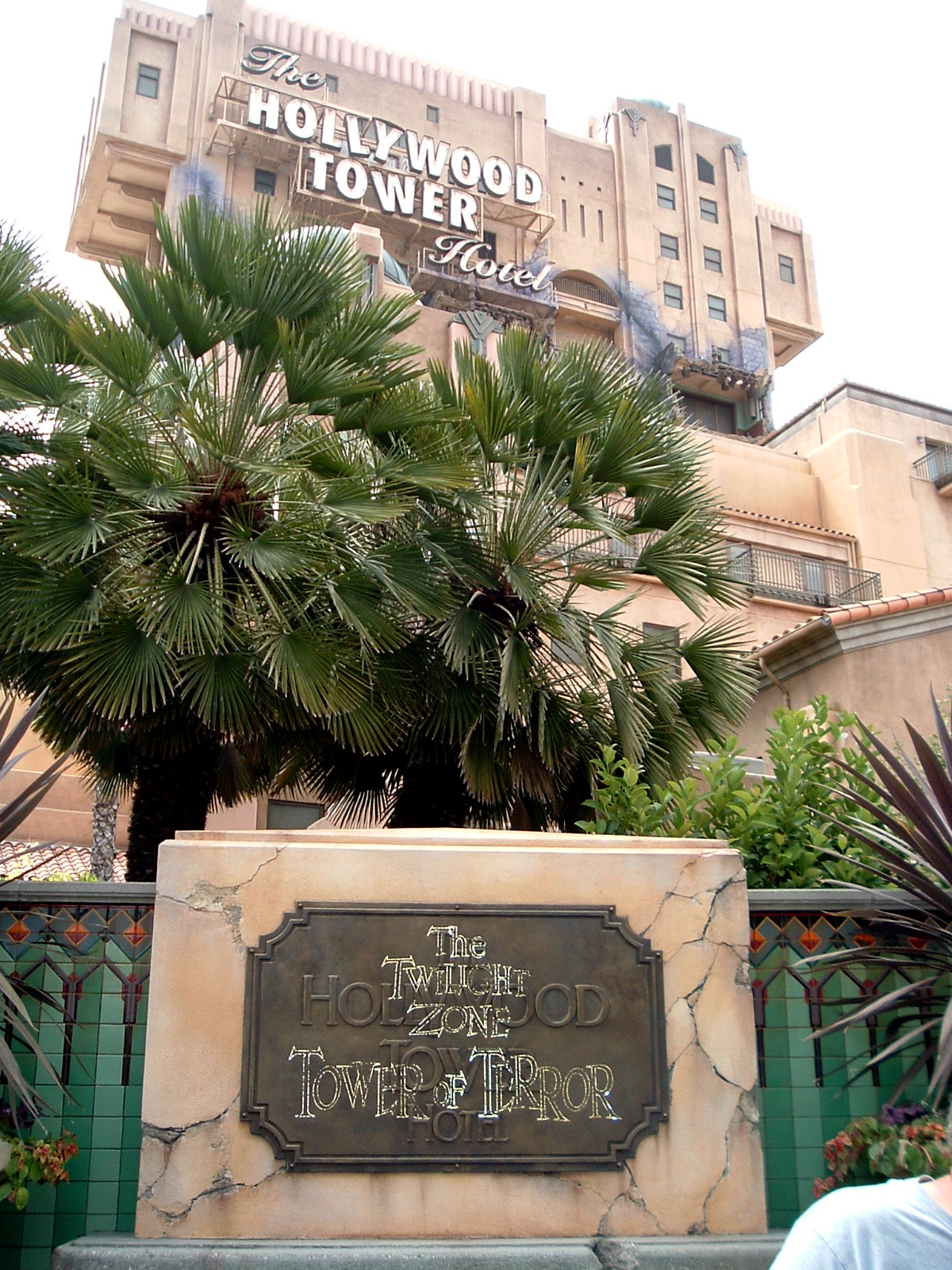
De voormalige versie van Disney California Adventure Park

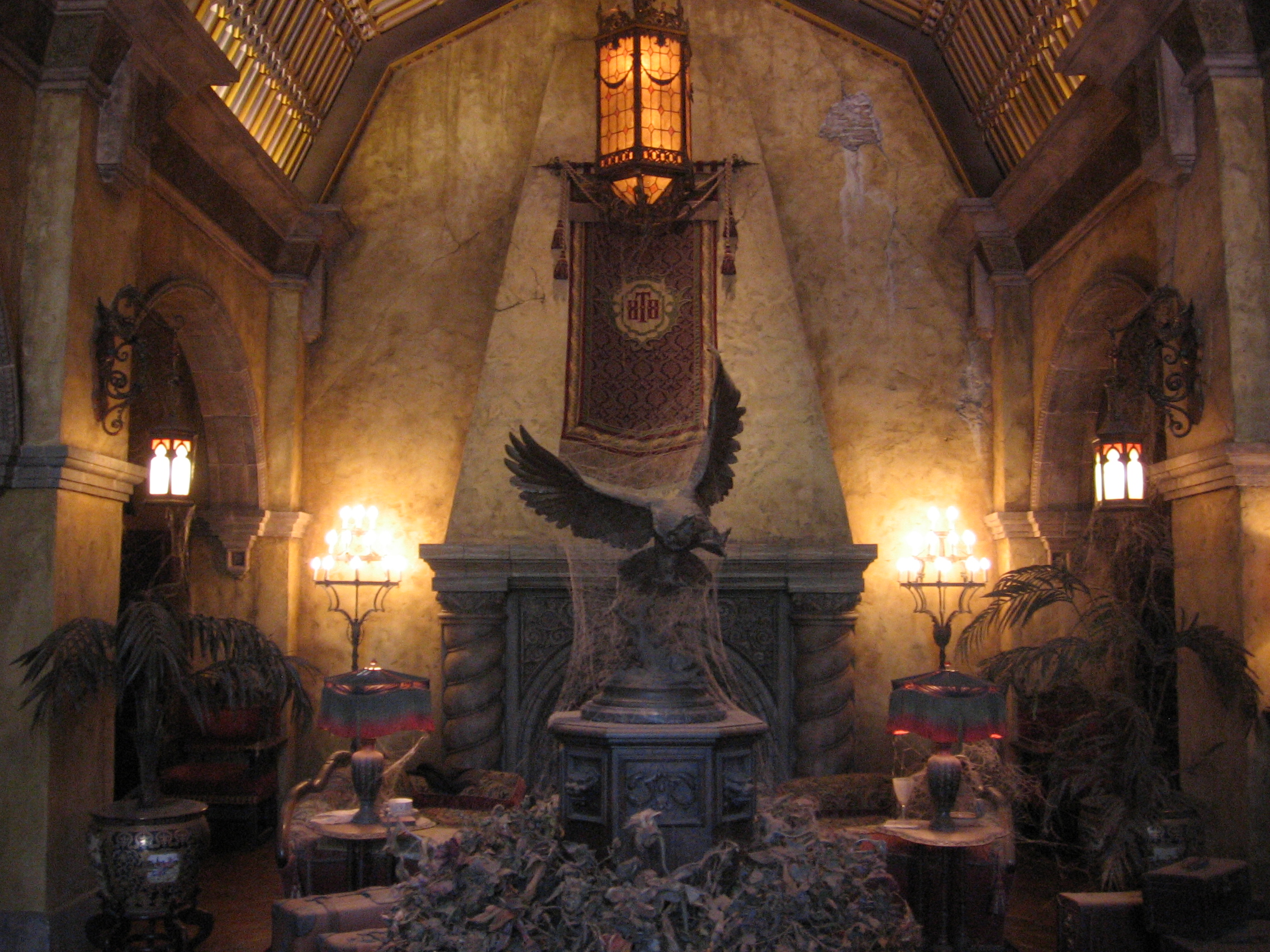
De hotellobby in de versie van Disney's Hollywood Studios

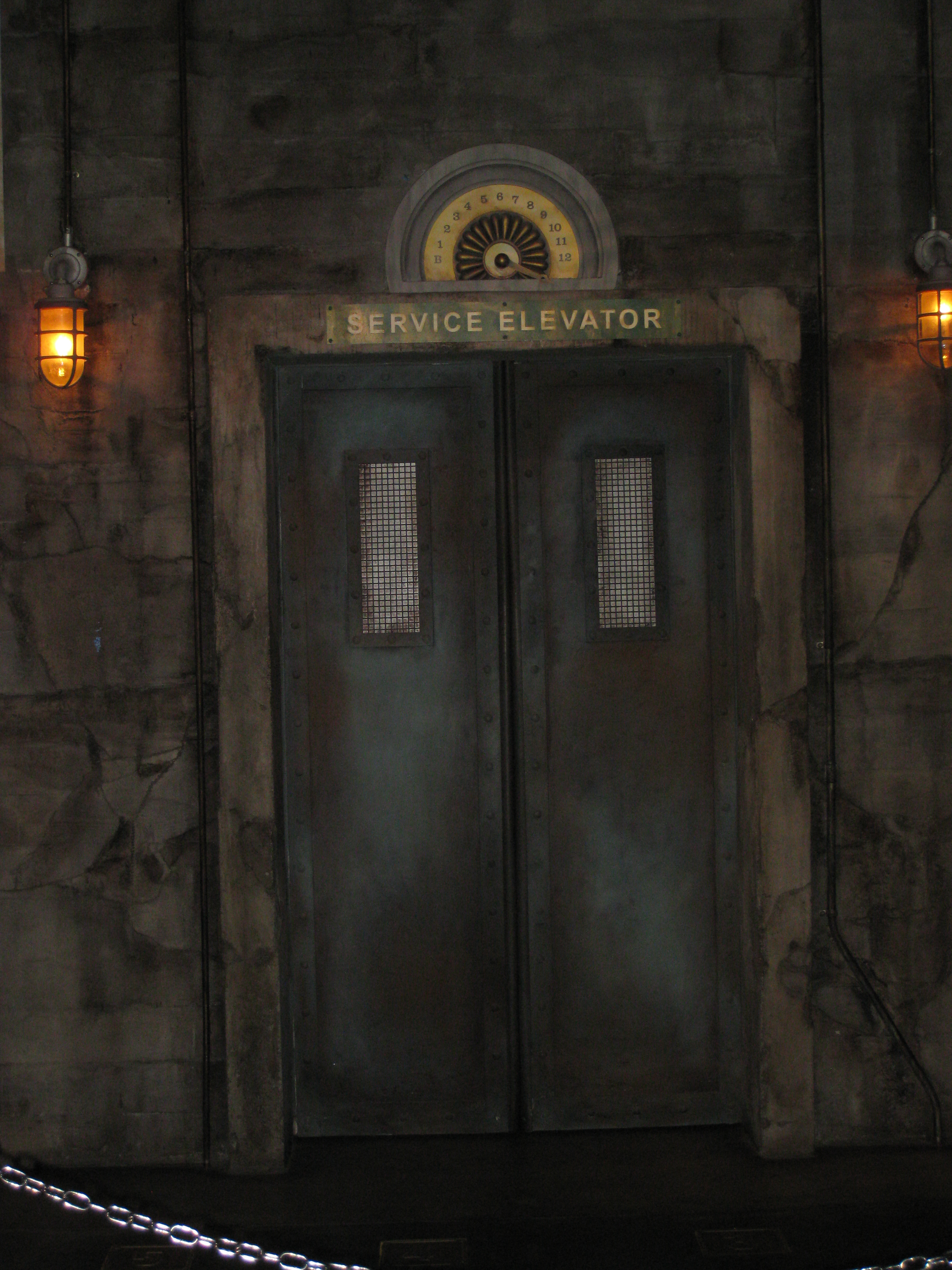
De personeelslift in de voormalige versie van Disney California Adventure Park

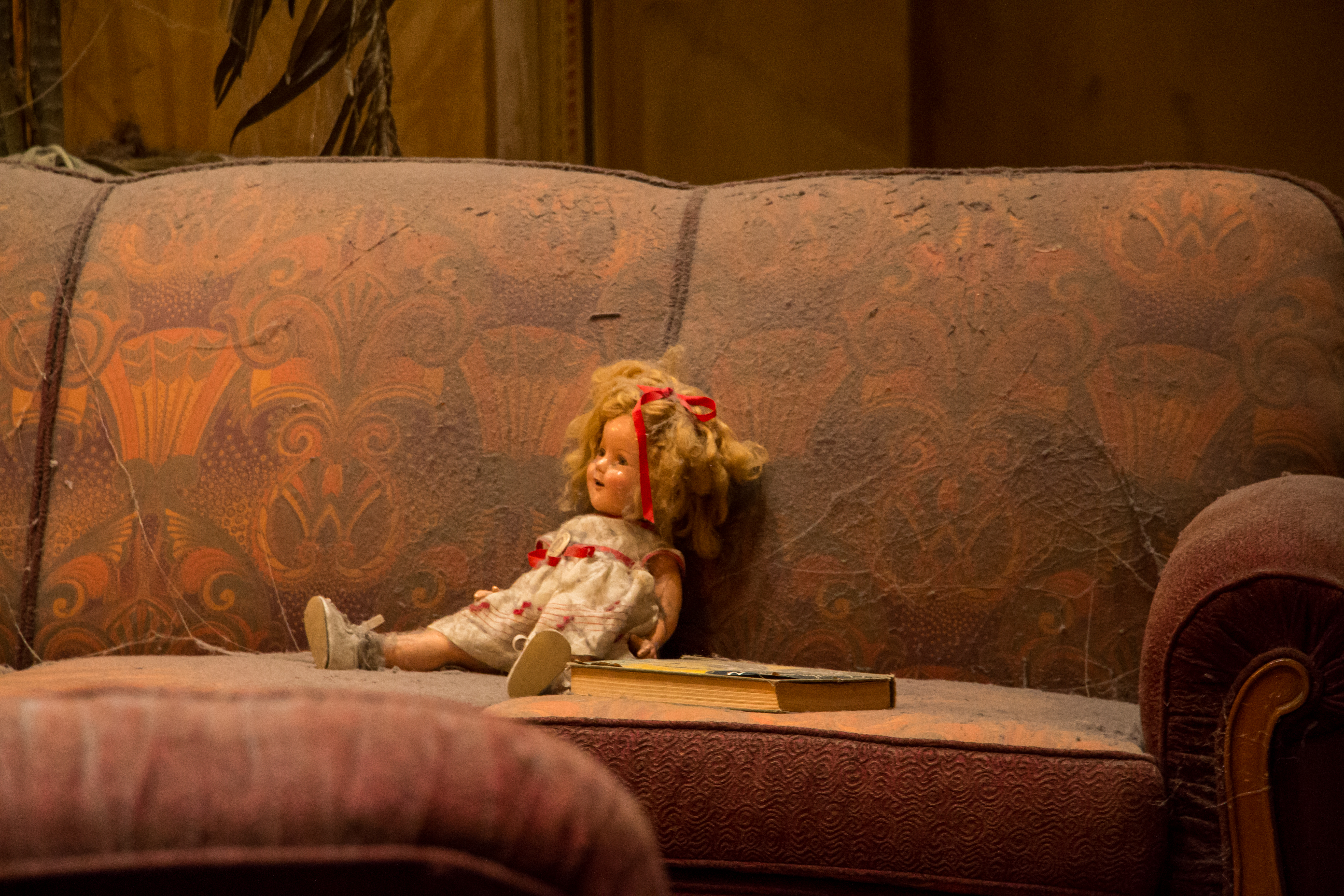
Talky Tina uit de aflevering Living Doll in de voormalige versie van Disney California Adventure Park

The Twilight Zone Tower of Terror (kortweg Tower of Terror) is een attractie in de attractieparken Disney's Hollywood Studios en Walt Disney Studios Park. Het is een indoor vrije val die zich afspeelt in een hotel in klassiek Hollywood, waarin gasten middels een blikseminslag in de liften naar de Twilight Zone zijn getransporteerd. Tower of Terror is tevens een attractie geweest in Disney California Adventure Park; deze is op 3 januari 2017 echter gesloten om daarna te worden geherthematiseerd als Guardians of the Galaxy - Mission: Breakout!, een gelijkaardige attractie.
In Tokyo DisneySea is een attractie te vinden met een gelijkaardig concept (een hotellift als vrijevalattractie): Hotel Hightower. Hoewel het concept gelijk is, speelt deze attractie zich echter niet af binnen het thema van The Twilight Zone, maar binnen een door Disney zelf ontwikkelde setting.

## Geschiedenis

### Disney California Adventure Park
Een voormalige Tower of Terror is de attractie Guardians of the Galaxy - Mission: Breakout! in Disney California Adventure Park in Anaheim. De vroegere Tower-of-Terror-variant van deze attractie werd geopend in mei 2004 en was nagenoeg gelijk aan de versie in het Walt Disney Studio's Park in Parijs. In de zomer van 2016 werd bekend dat de Tower of Terror zou worden verbouwd tot Guardians of the Galaxy - Mission: Breakout! In september 2016 werd het logo van The Hollywood Tower Hotel alvast verwijderd om plaats te maken voor deze verbouwing. Sindsdien vonden er al schilderwerkzaamheden plaats aan de buitenkant, alleen waren deze niet te zien. De attractie was in zijn Tower-of-Terror-vorm voor het laatst geopend op 2 januari 2017. Daarna werd de attractie gesloten om te worden verbouwd tot Guardians of the Galaxy - Mission: Breakout!, die werd geopend op 27 mei 2017.

## Beschrijving
Het achtergrondverhaal speelt zich af rondom het Hollywood Tower Hotel in het jaar 1939. In de gouden tijd van het klassieke Hollywood genoot dit hotel een eigen soort beroemdheid: het stond symbool voor de elite van de showbusiness. Op de avond van 31 oktober in 1939 veranderde echter alles. Terwijl een jong stel, een oma met een klein meisje en een portier de lift naar de bovenste verdieping namen, sloeg de bliksem in in de liftschachten. Door deze blikseminslag werden de vijf liftpassagiers getransporteerd naar de Twilight Zone en werd een deel van hotel compleet vernield, waardoor het Hollywood Tower Hotel eruitziet zoals het er nu uitziet.
Het echte verhaal van de attractie richt zich echter niet op deze achtergrond, maar op de gasten van de attractie zelf in het hier en het nu. In het hotel hangt een vreemde sfeer en de nog aanwezige personeelsleden gedragen zich mysterieus. Als gasten in de bibliotheek van het hotel terechtkomen, springt de televisie plotseling aan en begint een aflevering van The Twilight Zone. Bovenstaand achtergrondverhaal komt in de aflevering naar voren, maar dan richt presentator Rod Serling zich tot de gasten van de attractie. Gasten krijgen de mogelijkheid aangeboden om zelf de hoofdrol in een aflevering van The Twilight Zone te spelen en zo in de Twilight Zone terecht te komen, via de liften van het Hollywood Tower Hotel. De publieke liften van het hotel werken niet meer, maar er zijn nog personeelsliften in het hotel aanwezig, die speciaal voor de gasten gereserveerd zijn. Als gasten durven, mogen ze ingaan op de uitnodiging om in de personeelsliften te stappen. Deze liften hebben één bestemming: de Twilight Zone.

### De versie in Disney's Hollywood Studios
De Twilight Zone Tower of Terror in Disney's Hollywood Studios is te vinden aan het eind van Sunset Boulevard. Het gebouw, het Hollywood Tower Hotel, is vormgegeven in Spanish Colonial Revival-stijl met daarvoor een grote verwilderde tuin. Buiten is een bord te vinden van het Hollywood Tower Hotel, waar door middel van glasvezelverlichting met enige regelmaat de woorden Tower of Terror doorheen verschijnen. Gasten betreden de attractie via de wachtrij, die allereerst door de tuin loopt. Vervolgens loopt de wachtrij het bordes van het hotel op, om vervolgens de lobby van het hotel in te gaan. Deze lobby ligt vol stof en lijkt verlaten te zijn na de nacht van 31 oktober 1939. De publieke liften van het hotel zien er gehavend uit; ervoor staat een bordje met "Out of order." Gasten worden vervolgens opgesplitst in twee rijen: ofwel naar links, ofwel naar rechts. Beide wachtrijen komen uit bij een bibliotheek, waarin plotsklaps een donderslag luidt en het licht uitvalt, maar op de televisie de eerder beschreven aflevering van The Twilight Zone begint. Nadat Rod Serling de gasten heeft uitgenodigd om in de personeelslift te stappen, klinkt wederom een donderslag en opent er een geheime wand die toegang geeft naar de kelders van het hotel. Deze kelders vormen het instapstation van de attractie; hier worden gasten voorgesorteerd door het personeel richting een van de 4 opstapplekken, om vervolgens de personeelslift (de eigenlijke attractie) te betreden.
Als gasten zijn ingestapt en de liftdeuren zich sluiten, stijgt de lift een aantal verdiepingen. Daar openen de deuren zich, en is er uitzicht op een hotelgang. Plots verschijnen de geesten van de 5 verdwenen liftpassagiers van 31 oktober 1939 en wenken zij de gasten om naar hen toe te komen. Dan slaat de bliksem in en verdwijnen de geesten, waarna vervolgens de hele gang oplost in een sterrenhemel. Het raam aan het eind van de gang verandert in het raam uit de intro van The Twilight Zone en barst vervolgens kapot. Daarna sluiten de liftdeuren zich weer, waarna de lift weer een aantal verdiepingen stijgt. Als de deuren zich ook op een andere verdieping openen, lijkt de verdieping een onderhoudsruimte te zijn. Plots rijdt de lift uit de schacht naar voren en lost ook deze verdieping op in een sterrenhemel. Aan de zijkanten van de verdieping verschijnen allerlei voorwerpen uit de intro van The Twilight Zone. Als de lift het andere eind van de ruimte bereikt, vormen de sterren een liftdeur, die zich opent als de lift deze deur nadert. Als de lift deze deur is doorgereden en een tweede liftschacht is ingereden, sluit deze deur zich weer. Daarna wordt het vrijevalprogramma van de attractie in werking gezet - door randomisatie van een aantal vrijevalprogramma's is dit programma elke keer anders. Tijdens dit programma wordt boven in de toren een attractiefoto genomen van de lift.
Als het vrijevalprogramma voorbij is, daalt de lift tot de begane grond en rijdt deze achteruit de liftschacht uit. Vervolgens draait de lift zich een kwartslag om vervolgens richting het uitstapperron te rijden. Gasten kunnen dan uit de lift stappen en kunnen de attractie langs de attractiefotoschermen en via de souvenirwinkel (Tower Hotel Gifts) verlaten.

### De (voormalige) versie in Disney California Adventure Park en Walt Disney Studios Park
De voormalige versie in Disney California Adventure Park en de versie in het Walt Disney Studios Park zijn nagenoeg gelijk aan elkaar. Het voornaamste verschil zit in taal: in de Californische versie is de voice-over tijdens de rit in het Engels, in de Parijse versie is deze in het Frans.
De Twilight Zone Tower of Terror in Disney's Hollywood Studios is te vinden aan het eind van Hollywood Land. In het Walt Disney Studios Park is de attractie te vinden in Production Courtyard. In beide parken is het Hollywood Tower Hotel vormgegeven in Pueblo Deco-stijl met een kleine tuin. Buiten is een bord te vinden van het Hollywood Tower Hotel, waar door middel van glasvezelverlichting met enige regelmaat de woorden Tower of Terror doorheen verschijnen. Gasten betreden de attractie via de wachtrij, die kort door de tuin maar vrijwel meteen de lobby van het hotel inloopt. Deze lobby ligt vol stof en lijkt verlaten te zijn na de nacht van 31 oktober 1939. De publieke liften van hotel zien er gehavend uit; ervoor staat een bordje met "Out of order." Gasten worden vervolgens opgesplitst in twee rijen: ofwel naar links, ofwel naar rechts. Beide wachtrijen komen uit bij een bibliotheek, waarin plotsklaps een donderslag luidt en het licht uitvalt, maar op de televisie de eerder beschreven aflevering van The Twilight Zone begint. Nadat Rod Serling de gasten heeft uitgenodigd om in de personeelslift te stappen, klinkt wederom een donderslag en opent er een geheime wand die toegang geeft naar de kelders van het hotel. Deze kelders vormen het instapstation van de attractie; hier worden gasten voorgesorteerd door het personeel richting een van de 6 opstapplekken (3 boven, 3 beneden), om vervolgens de personeelslift (de eigenlijke attractie) te betreden.
Als gasten zijn ingestapt en de liftdeuren zich sluiten, verplaatst de lift zich naar achteren. De instapruimte lost zich op in een sterrenhemel en op de liftdeuren wordt een draaiende spiraal geprojecteerd. Dan stijgt de lift een aantal verdiepingen. Daar openen de deuren zich, en is er uitzicht op een hotelgang met een grote horizontale spiegel, waarin gasten zichzelf kunnen zien. Als de bliksem inslaat vervaagt het spiegelbeeld van de gasten naar een aantal spookachtige verschijningen, waarna ook deze verschijningen zich oplossen in het niets. Daarna sluiten de liftdeuren zich weer, waarna de lift weer een aantal verdiepingen stijgt. Als de deuren zich ook op een andere verdieping openen, is een hotelgang te zien waar plots de geesten van de 5 verdwenen liftpassagiers van 31 oktober 1939 verschijnen. Zij wenken de gasten om naar hen toe te komen, maar dan slaat de bliksem in en worden deze geesten een liftschacht ingezogen, waarna vervolgens de hele gang oplost in een sterrenhemel. De lift met de geesten lijkt verticaal naar beneden te storten om zich vervolgens in diezelfde sterrenhemel op te lossen. Daarna sluiten de liftdeuren zich weer en wordt het vrijevalprogramma van de attractie in werking gezet - door randomisatie van een aantal vrijevalprogramma's is dit programma elke keer anders. Tijdens dit programma wordt boven in de toren een attractiefoto genomen van de lift; hierbij worden de liftdeuren geopend waarbij de inzittenden uitzicht hebben op het attractiepark.
Als het vrijevalprogramma voorbij is, daalt de lift tot het niveau van een opstapstation en rijdt deze vooruit terug naar de liftdeuren. Gasten kunnen dan uit de lift stappen en kunnen de attractie langs de attractiefotoschermen en via de souvenirwinkel (Tower Hotel Gifts) verlaten.